# Adam Glapiński

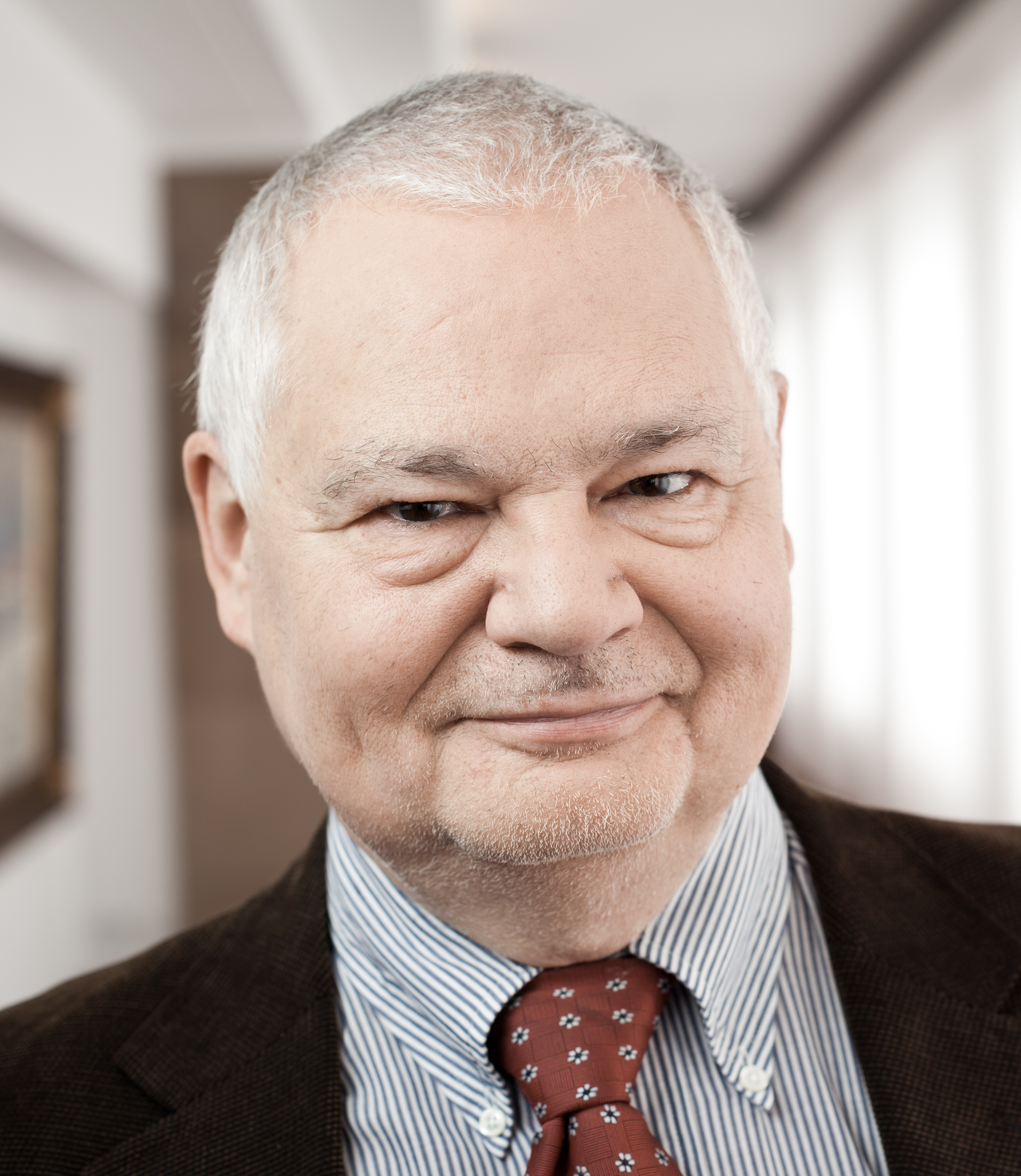
Adam Glapiński, 2015

Adam Glapiński (* 9. April 1950 in Warschau) ist ein polnischer Ökonom und Politiker, der seit 2016 Präsident der polnischen Nationalbank ist. Glapiński war von 1991 bis 1993 Mitglied des Sejm in dessen I. Wahlperiode und von 1997 bis 2001 des polnischen Senats und zwischen 2010 und 2016 Mitglied des Rates für Geldpolitik. Er war außerdem Minister für Bau und Raumordnung und Minister für Außenwirtschaftsbeziehungen.

## Leben
Glapiński besuchte bis 1968 das Stefan-Batory-Lyceum in Warschau und schloss 1972 ein Studium der Wirtschaftswissenschaften an der Szkoła Główna Planowania i Statystyki (heutige SGH) ab. Im selben Jahr absolvierte er ein Praktikum bei der Banque de France. Anschließend promovierte er und habilitierte 2004 an seiner Alma Mater. 2013 wurde er zum Professor für Wirtschaftswissenschaften berufen.
Seit 1974 arbeitete er an der Szkoła Główna Handlowa w Warszawie als Dozent und später als ordentlicher Professor. Er leitete den Fachbereich für politische Ökonomie und Dogmengeschichte. Außerdem unterrichtete er an der Polnische Akademie der Wissenschaften (1978–1983), am inter-universitären Zentrum für Aufbaustudien in Dubrovnik (1986–1989), an der University of Colorado Boulder (1993–1998), am United States Business and Industrial Council der University of Missouri und der University of Kansas (1996), dem Institut supérieur de gestion (1994–2005) und Edward-Lipiński-Hochschule für Wirtschaft und Recht in Kielce (2004–2007). Im Jahr 1988 erhielt er ein Stipendium der Société historique et littéraire polonaise in Paris.
In den 1980er-Jahren war Glapiński Mitglied der Solidarność. Während des Kriegsrechts in Polen war er Co-Vorsitzender der Solidarność an der SGPiS. 1989 war er Mitbegründer der Vereinigung „Demokratisches Zentrum“. 1990 war er Mitbegründer der christdemokratischen Partei Porozumienie Centrum und von 1991 bis 1993 war er stellvertretender Vorsitzender der Partei. Außerdem war er Mitbegründer des Warschauer Ortsverbandes der liberalen Kongres Liberalno-Demokratyczny. 1991 war er Minister für Bau und Raumordnung in der Regierung von Jan Krzysztof Bielecki. Bei den Wahlen zum ersten Sejm im Jahr 1991 zog Glapiński als Abgeordneter in den Sejm ein. Im Kabinett von Jan Olszewski wurde er Minister für Außenwirtschaftsbeziehungen. Im Jahr 1997 wurde er mit der Unterstützung der katholisch-nationalistischen Ruch Odbudowy Polski Mitglied des Senats für die Woiwodschaft Tarnów. Er verließ die Partei jedoch bald und wurde Mitglied der Zjednoczenie Chrześcijańsko-Narodowe und des Wahlbündnisses Akcja Wyborcza Solidarność. Im Senat war er stellvertretender Vorsitzender des Ausschusses der Nationalwirtschaft. Er war außerdem Mitglied des gemeinsamen Ausschusses der Europäischen Union und Polen. 2001 trat er nicht erneut bei der Wahl zum Senat an.
Er wurde 1992 Aufsichtsratsvorsitzender der Bank Rozwoju Eksportu, 2007 der Fluggesellschaft Centralwings und des Bergbau-Unternehmens KGHM Polska Miedź. 2007/08 war er Vorstandsvorsitzender und Generaldirektor des Polkomtel.
Zwischen 1993 und 2001 leitete Glapiński das Institut für wirtschaftliche und politische Freiheit. Er ist außerdem seit 2002 Mitglied der International Joseph A. Schumpeter Society und seit 2007 der European Society for the History of Economic Thought (ESHET). Den Arbeiten Joseph Schumpeters sind auch seine Beiträge zur ökonomischen Theoriengeschichte und Wirtschaftspolitik verpflichtet.
Am 5. Februar 2009 wurde Glapiński gemeinsam mit Ryszard Bugaj Wirtschaftsberater von Polens Präsident Lech Kaczyński. Am 16. Februar 2010 verkündete der Staatspräsident seine Entscheidung, Glapiński in den Rat für Geldpolitik zu entsenden.
Am 29. Februar 2016 berief ihn Polens Präsident Andrzej Duda auf Wunsch von Nationalbankpräsident Marek Belka in den Vorstand der polnischen Nationalbank. In dieser Position war er bis zum 9. Juni 2016 tätig. Im Mai 2016 nominierte ihn Duda für die freigewordenen Position des Präsidenten. Am 10. Juni 2016 bestätigte ihn der Sejm als Präsidenten der polnischen Nationalbank. Adam Glapiński trat seine Stelle am 21. Juni 2016 nach Ablegen des Amtseides an.
Am 12. Mai 2022 wurde er für eine zweite Kadenz bis 2028 berufen. Hierfür war eine einfache Mehrheit im Sejm erforderlich. Seitdem verstärkt und insbesondere im Umfeld der Parlamentswahl in Polen im Herbst 2023 geriet Glapiński in die Kritik, vornehmlich vonseiten der Platforma Obywatelska und deren liberaler Partner wie Nowoczesna. Donald Tusk sprach davon, PiS-nahe Funktionäre wie ihn nach einem Wahlsieg durch „starke Mannen“ (silni ludzie) aus den Hauptniederlassungen öffentlicher Institutionen entfernen zu lassen. Der Zentralbankpräsident brachte dies zur Anzeige. Nach der Wahl bestätigte EZB-Präsidentin Christine Lagarde, dass Glapiński als Präsident einer statuten- und verfassungsgemäß unabhängigen Institution nicht einfach per Sejmbeschluss abberufen werden könne, verwies auf die Rechtslage auch in der EU und sicherte ihm Unterstützung bei der Fortführung seines Amts zu. Die Kritik an ihm bezog sich auf seine (für die meist restriktive Kommunikation von Zentralbankpräsidenten ungewöhnlichen) ausführlichen und häufigen Stellungnahmen auch zur allgemeinen Wirtschaftsentwicklung sowie auf Patronage, Prämien und Beraterverträge. Ihm werden ferner politisch motivierte Zinssenkungen im Vorfeld der letzten Parlamentswahl vorgeworfen. Person, Rhetorik und Amtsführung wurden in polnischen Medien breit rezipiert. Exponenten der jetzigen Regierungsparteien wie Ryszard Petru beabsichtigen, ihn wie auch andere Funktionäre vor den Staatsgerichtshof zu stellen. Premierminister Tusk verhielt sich in dieser Angelegenheit zunächst zurückhaltend. Im Januar 2024 gab der Staatsgerichtshof bekannt, dass der Zentralbankpräsident grundsätzlich nicht zu dem politischen Personal gehöre, das man dort anklagen könne. Im März gab Tusk bekannt, dass die Regierung trotzdem eine Anklage Glapińskis anstrebe, wofür eine Gesetzesänderung nötig ist. Die Anklage des Zentralbankpräsidenten vor dem Staatsgerichtshof war eines der 100 Postulate der um die Platforma Obywatelska gebildeten Wahlkampfformation Koalicja Obywatelska. Aus der PO wurde verlautbart, Glapiński sei ein Hindernis bei einer in Zukunft geplanten Einführung des Euro, weswegen man dessen Absetzung forciert. Im September 2024 rechnete er mit einer  Euro-Einführung in frühestens 10 Jahren.
Von den acht gegen Glapiński erhobenen Vorwürfen besitzt ein Anleihenkaufprogramm aus der Zeit der COVID-19-Pandemie zentrale Bedeutung, da es verfassungswidrig gewesen sein soll. Die NBP hatte unter ihm polnische Staatsanleihen auf dem Sekundärmarkt gekauft und damit zur Finanzierung des Staatsbudgets beigetragen, eine seit den jüngeren Staatsschuldenkrisen etwa im Eurosystem verbreitete, aber rechtlich und ordnungspolitisch umstrittene Praxis.

## Veröffentlichungen (Auswahl)
- Transforming Economic Systems: the Case of Poland, Physica-Verlag, Springer-Verlag, Heidelberg/New York, 1991
- Post-Crisis Economic Policy. Innovation Based Growth. In: Journal of Management and Financial Sciences, Nr. 5, 2011
- Animal Spirits in Economics. In: Journal of Management and Financial Sciences, Nr. 11, 2013